# Caseasauria
Caseasauria – jeden z dwóch kladów synapsydów (obok Eupelycosauria). Najstarszy znany przedstawiciel grupy, Eocasea martini, żył w późnym karbonie (późny pensylwan); inne znane formy żyły w permie. Obejmuje dwie rodziny, niewielkie owadożerne lub mięsożerne Eothyrididae i duże roślinożerne Caseidae, oraz rodzaj Phreatophasma.